# Văn Lem
Văn Lem là một xã thuộc huyện Đăk Tô, tỉnh Kon Tum, Việt Nam.
Xã Văn Lem có diện tích 44,63 km², dân số năm 2019 là 2.438 người, mật độ dân số đạt 55 người/km².